# Begonia domingensis
Begonia domingensis es una especie de planta perenne perteneciente a la familia Begoniaceae. Es originaria de Haití y de la República Dominicana.

## Taxonomía
Begonia domingensis fue descrita por Alphonse Pyrame de Candolle y publicado en Annales des Sciences Naturelles; Botanique, série 4 11: 124. 1859.
Etimología
Begonia: nombre genérico, acuñado por Charles Plumier, un referente francés en botánica, honra a Michel Bégon, un gobernador de la excolonia francesa de Haití, y fue adoptado por Linneo.
domingensis: epíteto geográfico que se refiere a su localización en la República Dominicana.
sinonimia
- Begonia domingensis var. oligostemon Urb.[3]